# Desempenho dos clubes participantes do Campeonato Brasileiro de Futebol
O desempenho dos clubes participantes do Campeonato Brasileiro de Futebol contempla os 17 clubes que já foram campeões da competição e os quatro não campeões com mais participações, totalizando 21 clubes.

## Desempenho histórico
A tabela a seguir mostra o desempenho das 21 equipes que mais participaram do Campeonato Brasileiro.
     Zona de classificação à Copa Libertadores
     Zona de classificação à Copa Sul-Americana
     Zona de rebaixamento à Série B
Passe o mouse por cima das abreviações para saber seus significados.
| Anos | AME | ATM | ATP | BAH | BOT | COR | CFC | CRU | FLA | FLU | GOI | GRE | GUA | INT | NAU | PAL | POR | SAN | SPA | SPT | VAS | VIT |
| ---- | --- | --- | --- | --- | --- | --- | --- | --- | --- | --- | --- | --- | --- | --- | --- | --- | --- | --- | --- | --- | --- | --- |
| 1937 | —   | 1º  | —   | —   | —   | —   | —   | —   | —   | 2º  | —   | —   | —   | —   | —   | —   | 4º  | —   | —   | —   | —   | —   |
| 1959 | —   | 6º  | 10° | 1º  | —   | —   | —   | —   | —   | —   | —   | 4º  | —   | —   | —   | —   | —   | 2º  | —   | 5º  | 3º  | —   |
| 1960 | —   | —   | —   | 5º  | —   | —   | 7°  | 9°  | —   | 3°  | —   | 6º  | —   | —   | —   | 1º  | —   | —   | —   | —   | —   | —   |
| 1961 | —   | —   | —   | 2º  | —   | —   | 11° | 9°  | —   | —   | —   | 7º  | —   | —   | 4º  | 5º  | —   | 1º  | —   | —   | —   | —   |
| 1962 | —   | —   | —   | 10º | 2º  | —   | —   | 6°  | —   | —   | —   | —   | —   | 3°  | —   | —   | —   | 1º  | —   | 4º  | —   | —   |
| 1963 | —   | 5°  | —   | 2º  | 3°  | —   | —   | —   | —   | —   | —   | 4º  | —   | —   | —   | —   | —   | 1º  | —   | 6º  | —   | —   |
| 1964 | —   | 6°  | —   | —   | —   | —   | —   | —   | 2°  | —   | —   | 10º | —   | —   | 7°  | 4°  | —   | 1º  | —   | —   | —   | —   |
| 1965 | —   | —   | —   | —   | —   | —   | —   | —   | —   | —   | —   | 5º  | —   | —   | 3°  | 4°  | —   | 1º  | —   | —   | 2°  | 8°  |
| 1966 | —   | —   | —   | —   | —   | —   | —   | 1º  | —   | 4°  | —   | 6º  | —   | —   | 3°  | 5°  | —   | 2º  | —   | —   | —   | 7°  |
| 1967 | —   | 8°  | —   | —   | 14° | 3°  | —   | 7º  | 11° | 13° | —   | 4º  | —   | 2°  | —   | 1º  | 5°  | 6°  | 10° | —   | 12° | —   |
| 1967 | —   | 5°  | —   | —   | 6°  | —   | —   | 3º  | —   | —   | 14° | 4º  | —   | —   | 2º  | 1º  | —   | —   | —   | —   | —   | —   |
| 1968 | —   | 7°  | 9°  | 16° | 13° | 5°  | —   | 8º  | 15° | 12° | —   | 6º  | —   | 2°  | 17° | 4°  | 14° | 1°  | 10° | —   | 3°  | —   |
| 1968 | —   | —   | —   | 5°  | 1°  | —   | —   | 3º  | —   | —   | —   | 11º | —   | —   | 4°  | —   | —   | —   | —   | —   | —   | —   |
| 1969 | —   | 6°  | —   | 11° | 4°  | 3°  | 12° | 2º  | 16° | 9°  | —   | 10º | —   | 5°  | —   | 1°  | 15° | 8°  | 13° | —   | 17° | —   |
| 1970 | —   | 3°  | 13° | 11° | 7°  | —   | 12° | 4º  | 6°  | 1º  | —   | 8º  | —   | 5°  | —   | 2º  | —   | 10° | 14° | —   | 17° | —   |
| 1971 | 18º | 1º  | —   | 13º | 3º  | 4º  | 10º | 8º  | 14º | 16º | —   | 6º  | —   | 5º  | —   | 7º  | 17º | 9º  | 2º  | 19º | 12º | —   |
| 1972 | 22º | 11º | —   | 18º | 2º  | 4º  | 5º  | 6º  | 12º | 14º | —   | 10º | —   | 3º  | 19º | 1º  | 23º | 8º  | 9º  | —   | 7º  | 20º |
| 1973 | 7º  | 11º | 28º | 17º | 9º  | 12º | 8º  | 3º  | 24º | 23º | 13º | 5º  | 15º | 4º  | 34º | 1º  | 29º | 6º  | 2º  | 32º | 14º | 10º |
| 1974 | 30º | 7º  | 9º  | 20º | 33º | 15º | 19º | 2º  | 6º  | 24º | 21º | 5º  | 12º | 4º  | 14º | 11º | 18º | 3º  | 10º | 27º | 1º  | 8º  |
| 1975 | 34º | 20º | 29º | 25º | 15º | 6º  | 22º | 2º  | 7º  | 3º  | 17º | 14º | 10º | 1º  | 13º | 9º  | 12º | 26º | 5º  | 11º | 19º | 31º |
| 1976 | 48º | 3º  | 26º | 8º  | 19º | 2º  | 9º  | 31º | 5º  | 4º  | 27º | 6º  | 10º | 1º  | 16º | 7º  | 18º | 20º | 25º | 30º | 12º | 24º |
| 1977 | 46º | 2º  | 48º | 11º | 5º  | 8º  | 50º | 16º | 9º  | 26º | 39º | 13º | 28º | 25º | 51º | 6º  | 29º | 21º | 1º  | 20º | 12º | 41º |
| 1978 | 68º | 34º | 62º | 7º  | 9º  | 12º | 18º | 10º | 16º | 22º | 14º | 6º  | 1º  | 3º  | 33º | 2º  | 11º | 23º | 19º | 8º  | 4º  | 29º |
| 1979 | 20º | 10º | 11º | 50º | 53º | —   | 3º  | 6º  | 12º | 52º | 7º  | 22º | 16º | 1º  | 47º | 4º  | —   | —   | —   | 62º | 2º  | 8º  |
| 1980 | —   | 2º  | —   | 26º | 14º | 5º  | 4º  | 10º | 1º  | 11º | —   | 6º  | 16º | 3º  | 27º | 13º | 40º | 7º  | 9º  | 29º | 8º  | 25º |
| 1981 | —   | 14º | —   | 16º | 4º  | 26º | —   | 19º | 6º  | 11º | 24º | 1º  | —   | 8º  | 15º | 31º | 17º | 9º  | 2º  | 10º | 5º  | 12º |
| 1982 | —   | 19º | 32º | 14º | 18º | 4º  | —   | 24º | 1º  | 5º  | 33º | 2º  | 3º  | 22º | 23º | —   | —   | 7º  | 6º  | 9º  | 10º | 37º |
| 1983 | —   | 3º  | 4º  | 21º | 22º | 10º | —   | 17º | 1º  | 18º | 7º  | 14º | 16º | 19º | 13º | 9º  | —   | 2º  | 5º  | 8º  | 6º  | —   |
| 1984 | —   | 19º | 11º | 26º | 21º | 4º  | 8º  | 34º | 5º  | 1º  | 14º | 3º  | —   | 22º | 6º  | 20º | 7º  | 9º  | 17º | —   | 2º  | —   |
| 1985 | —   | 4º  | —   | 12º | 19º | 16º | 1º  | 23º | 9º  | 17º | 25º | 18º | 15º | 10º | 25º | 24º | 26º | 21º | 22º | 5º  | 11º | —   |
| 1986 | —   | 3º  | 18º | 5º  | 31º | 7º  | 44º | 8º  | 13º | 6º  | 23º | 16º | 2º  | 17º | 31º | 10º | 11º | 19º | 1º  | 28º | 15º | 30º |
| 1987 | —   | 5º  | 7º  | 19º | 16º | 29º | 17º | 6º  | 3º  | 13º | 24º | 9º  | 2º  | 4º  | 28º | 14º | 15º | 26º | 11º | 1º  | 18º | 10º |
| 1988 | —   | 10º | 19º | 1º  | 17º | 15º | 12º | 8º  | 6º  | 3º  | 13º | 4º  | 14º | 2º  | —   | 16º | 9º  | 18º | 11º | 7º  | 5º  | 20º |
| 1989 | —   | 8º  | 19º | 18º | 4º  | 6º  | 22º | 3º  | 9º  | 15º | 10º | 11º | 20º | 16º | 13º | 5º  | 7º  | 12º | 2º  | 21º | 1º  | 17º |
| 1990 | —   | 5º  | —   | 4º  | 12º | 1º  | —   | 9º  | 11º | 15º | 10º | 3º  | —   | 16º | 13º | 6º  | 18º | 7º  | 2º  | —   | 14º | 17º |
| 1991 | —   | 3º  | 17º | 13º | 12º | 5º  | —   | 16º | 9º  | 4º  | 15º | 19º | —   | 7º  | 14º | 6º  | 10º | 8º  | 1º  | 18º | 11º | 20º |
| 1992 | —   | 13º | 15º | 18º | 2º  | 5º  | —   | 8º  | 1º  | 14º | 17º | —   | 9º  | 10º | 19º | 11º | 16º | 7º  | 6º  | 12º | 3º  | —   |
| 1993 | 16º | 20º | 29º | 18º | 19º | 3º  | 27º | 12º | 8º  | 17º | 30º | 11º | 6º  | 13º | 25º | 1º  | 9º  | 5º  | 4º  | 16º | 15º | 2º  |
| 1994 | —   | 4º  | —   | 7º  | 5º  | 2º  | —   | 22º | 14º | 15º | —   | 11º | 3º  | 17º | 24º | 1º  | 10º | 9º  | 6º  | 13º | 12º | 19º |
| 1995 | —   | 7º  | —   | 17º | 1º  | 14º | —   | 3º  | 21º | 4º  | 8º  | 15º | 18º | 9º  | —   | 5º  | 10º | 2º  | 12º | 19º | 20º | 22º |
| 1996 | —   | 3º  | 8º  | 22º | 17º | 12º | 14º | 5º  | 13º | 23º | 4º  | 1º  | 6º  | 9º  | —   | 7º  | 2º  | 20º | 11º | 10º | 18º | 15º |
| 1997 | —   | 4º  | 18º | 23º | 10º | 17º | 15º | 20º | 5º  | 25º | 19º | 14º | 21º | 3º  | —   | 2º  | 6º  | 7º  | 12º | 11º | 1º  | 9º  |
| 1998 | 21º | 9º  | 16º | —   | 14º | 1º  | 6º  | 2º  | 11º | —   | 22º | 8º  | 19º | 12º | —   | 5º  | 4º  | 3º  | 15º | 7º  | 10º | 13º |
| 1999 | —   | 2º  | 9º  | —   | 16º | 1º  | 13º | 5º  | 12º | —   | —   | 18º | 8º  | 17º | —   | 10º | 21º | 11º | 3º  | 22º | 7º  | 4º  |
| 2000 | 23º | 24º | 13º | 11º | 20º | 28º | 27º | 3º  | 19º | 9º  | 10º | 4º  | 17º | 6º  | —   | 7º  | 21º | 18º | 12º | 5º  | 1º  | 22º |
| 2001 | 26º | 4º  | 1º  | 8º  | 23º | 18º | 17º | 21º | 24º | 3º  | 10º | 5º  | 19º | 9º  | —   | 12º | 13º | 15º | 7º  | 28º | 11º | 16º |
| 2002 | —   | 8º  | 14º | 19º | 26º | 2º  | 11º | 9º  | 18º | 4º  | 12º | 3º  | 16º | 21º | —   | 24º | 23º | 1º  | 5º  | —   | 15º | 10º |
| 2003 | —   | 7º  | 12º | 24º | —   | 15º | 5º  | 1º  | 8º  | 19º | 9º  | 20º | 13º | 6º  | —   | —   | —   | 2º  | 3º  | —   | 17º | 16º |
| 2004 | —   | 19º | 2º  | —   | 20º | 5º  | 12º | 13º | 17º | 9º  | 6º  | 24º | 22º | 8º  | —   | 4º  | —   | 1º  | 3º  | —   | 16º | 23º |
| 2005 | —   | 20º | 6º  | —   | 9º  | 1º  | 19º | 8º  | 15º | 5º  | 3º  | —   | —   | 2º  | —   | 4º  | —   | 10º | 11º | —   | 12º | —   |
| 2006 | —   | —   | 13º | —   | 12º | 9º  | —   | 10º | 11º | 15º | 8º  | 3º  | —   | 2º  | —   | 16º | —   | 4º  | 1º  | —   | 6º  | —   |
| 2007 | —   | 8º  | 12º | —   | 9º  | 17º | —   | 5º  | 3º  | 4º  | 16º | 6º  | —   | 11º | 15º | 7º  | —   | 2º  | 1º  | 14º | 10º | —   |
| 2008 | —   | 12º | 13º | —   | 7º  | —   | 9º  | 3º  | 5º  | 14º | 8º  | 2º  | —   | 6º  | 16º | 4º  | 19º | 15º | 1º  | 11º | 18º | 10º |
| 2009 | —   | 7º  | 14º | —   | 15º | 10º | 17º | 4º  | 1º  | 16º | 9º  | 8º  | —   | 2º  | 19º | 5º  | —   | 12º | 3º  | 20º | —   | 13º |
| 2010 | —   | 13º | 5º  | —   | 6º  | 3º  | —   | 2º  | 14º | 1º  | 19º | 4º  | 18° | 7º  | —   | 10º | —   | 8º  | 9º  | —   | 11° | 17º |
| 2011 | 19º | 15º | 17º | 14º | 9º  | 1º  | 8º  | 16º | 4º  | 3º  | —   | 12º | —   | 5º  | —   | 11º | —   | 10º | 6º  | —   | 2°  | —   |
| 2012 | —   | 2°  | —   | 15° | 7°  | 6°  | 13° | 9°  | 11° | 1°  | —   | 3°  | —   | 10° | 12° | 18° | 16° | 8°  | 4°  | 17° | 5°  | —   |
| 2013 | —   | 8°  | 3°  | 12° | 4°  | 10° | 11° | 1°  | 16° | 15° | 6°  | 2°  | —   | 13° | 20° | —   | 17° | 7°  | 9°  | —   | 18° | 5°  |
| 2014 | —   | 5°  | 8°  | 18° | 19° | 4°  | 14° | 1°  | 10° | 6°  | 12° | 7°  | —   | 3°  | —   | 16º | —   | 9°  | 2°  | 11º | —   | 17° |
| 2015 | —   | 2°  | 10° | —   | —   | 1°  | 15° | 8°  | 12° | 13° | 19° | 3°  | —   | 5°  | —   | 9°  | —   | 7°  | 4°  | 6º  | 18° | —   |
| 2016 | 20° | 4°  | 6°  | —   | 5°  | 7°  | 15° | 12° | 3°  | 13° | —   | 9°  | —   | 17° | —   | 1°  | —   | 2°  | 10° | 14° | —   | 16° |
| 2017 | —   | 9°  | 11° | 12° | 10° | 1°  | 17° | 5°  | 6°  | 14° | —   | 4°  | —   | —   | —   | 2°  | —   | 3°  | 13° | 15° | 7°  | 16° |
| 2018 | 18° | 6°  | 7°  | 11° | 9°  | 13° | —   | 8°  | 2°  | 12° | —   | 4°  | —   | 3°  | —   | 1°  | —   | 10° | 5°  | 18° | 16° | 19° |
| 2019 | —   | 13° | 5°  | 11° | 15° | 8°  | —   | 17° | 1°  | 14° | 10° | 4°  | —   | 7°  | —   | 3°  | —   | 2°  | 6°  | —   | 12° | —   |
| 2020 | —   | 3°  | 9°  | 14° | 20° | 12° | 19° | —   | 1°  | 5°  | 18° | 6°  | —   | 2°  | —   | 7°  | —   | 8°  | 4°  | 15° | 17° | —   |
| 2021 | 8°  | 1°  | 14° | 18° | —   | 5°  | —   | —   | 2°  | 7°  | —   | 17° | —   | 12° | —   | 3°  | —   | 10° | 13° | —   | —   | —   |
| Anos | AME | ATM | ATP | BAH | BOT | COR | CFC | CRU | FLA | FLU | GOI | GRE | GUA | INT | NAU | PAL | POR | SAN | SPA | SPT | VAS | VIT |

Observações
- Em 1987 a CBF reconhece Sport como campeão e Guarani como vice-campeão. Sport e Guarani participaram da Taça Libertadores da América do ano seguinte.[1]
- De 1990 a 1999 o 2ª lugar não se classificava para a Libertadores.
- Entre 1980 a 1983,[2] os clubes que disputavam a Taça de Prata, equivalente a segunda divisão ou Série B do Campeonato Brasileiro atualmente, tinham a oportunidade de se classificar no mesmo ano para a disputa da Taça de Ouro, equivalente a primeira divisão ou Série A. Seria algo como jogar duas divisões em um só ano, como aconteceu com alguns clubes, como o Corinthians, em 1982, que disputou as duas taças.[3] Porém, alguns clubes, como o Palmeiras em 1982, não participaram da série A por não terem conseguido uma boa classificação nem no estadual nem na Taça de Prata, por isso não foram rebaixados no ano anterior.

### Rodadas na liderança na era dos pontos corridos
Total de rodadas que cada clube esteve na liderança desde 2003, ano que começou o sistema de pontos corridos.
Atualizado até a 38° rodada do Brasileirão 2019.
| Clube                | Liderança | Disputadas | %    |
| -------------------- | --------- | ---------- | ---- |
| Corinthians          | 126       | 628        | 20   |
| Cruzeiro             | 108       | 666        | 16,2 |
| São Paulo            | 76        | 666        | 11,6 |
| Palmeiras            | 73        | 582        | 12,5 |
| Flamengo             | 49        | 666        | 7,3  |
| Fluminense           | 46        | 666        | 6,9  |
| Atlético Mineiro     | 34        | 628        | 5,4  |
| Santos               | 33        | 666        | 4,9  |
| Botafogo             | 20        | 582        | 3,4  |
| Grêmio               | 20        | 624        | 3,2  |
| Internacional        | 17        | 628        | 2,7  |
| Athletico Paranaense | 16        | 528        | 2,5  |
| Vasco da Gama        | 10        | 552        | 1,8  |
| Ponte Preta          | 9         | 362        | 2,5  |
| Sport                | 5         | 342        | 1,4  |
| Criciúma             | 4         | 168        | 2,3  |
| Figueirense          | 3         | 438        | 0,68 |
| Coritiba             | 3         | 476        | 0,63 |
| Santa Cruz           | 2         | 76         | 2,6  |
| Juventude            | 2         | 210        | 0,95 |
| Chapecoense          | 2         | 228        | 0,87 |
| Ceará                | 1         | 152        | 0,65 |
| São Caetano          | 1         | 172        | 0,58 |
| Náutico              | 1         | 190        | 0,52 |
| Avaí                 | 1         | 228        | 0,44 |
| Paraná               | 1         | 248        | 0,4  |
| Bahia                | 1         | 285        | 0,35 |
| Vitória              | 1         | 396        | 0,25 |
| Goiás                | 1         | 476        | 0,21 |